# 金榜 (清朝)
金榜（1735年—1801年），字辅之，号檠斋。安徽歙縣人。
生于雍正十三年（1735年），乾隆三十七年（1772年）状元，授翰林院修撰。晚年隱居家中，嘉庆六年（1801年）卒于家。著有《禮箋》3卷，乾隆五十九年（1794年）刊行。